# Vallromanes
Vallromanes ist eine katalanische Gemeinde in der Provinz Barcelona im Nordosten Spaniens. Sie gehört zur Comarca Vallès Oriental und liegt etwa 25 Kilometer nordöstlich von Barcelona.
Der Dolmen von Can Gurri befindet sich im Bosc de Can Gordi (Wald) südlich von Vallromanes, im Parque de la Serralada Litoral.

## Persönlichkeiten
- Albert Salazar (* 1995), Schauspieler